# Bhoutan aux Jeux olympiques d'été de 2012
Le Bhoutan participe aux Jeux olympiques d'été de 2012 à Londres. Il s'agit de sa 8e participation aux Jeux olympiques d'été, auxquels le pays n'a toutefois jamais remporté de médaille.
Il y aura deux athlètes bhoutanaises aux Jeux, toutes deux invitées en accord avec le principe olympique d'universalité, afin que chaque pays puisse être représenté aux Jeux olympiques même en l'absence d'athlètes qualifiés. Sherab Zam représentera le Bhoutan en tir à l'arc, le sport national. Pour la première fois, toutefois, le royaume aura également une représentante dans une autre discipline sportive : Kunzang Choden en tir,,. 

## Tir
Kunzang Choden prendra part à l'épreuve de carabine à 10 mètres air comprimé femmes, devenant ainsi le premier athlète olympique bhoutanais à prendre part à une épreuve autre que le tir à l'arc.
| Athlète        | Compétition                         | Qualification | Qualification | Finale   | Finale   |
| Athlète        | Compétition                         | Points        | Rang          | Points   | Rang     |
| -------------- | ----------------------------------- | ------------- | ------------- | -------- | -------- |
| Kunzang Choden | Carabine à 10 m air comprimé femmes | 381           | 56e           | Éliminée | Éliminée |

## Tir à l'arc
Le Bhoutan, ayant été invité à envoyer une personne aux épreuves de tir à l'arc, organisa une compétition remportée par Sherab Zam, qui représentera le pays dans l'épreuve individuelle femmes,. Elle s'entraîna aux Pays-Bas avant les Jeux.
| Athlète    | Compétition       | Tour préliminaire | Tour préliminaire | 1er tour                            | 2e tour          | 3e tour          | Quarts de finale | Demi-finales     | Finale           | Finale   |
| Athlète    | Compétition       | Score             | Rang              | Adversaire Score                    | Adversaire Score | Adversaire Score | Adversaire Score | Adversaire Score | Adversaire Score | Rang     |
| ---------- | ----------------- | ----------------- | ----------------- | ----------------------------------- | ---------------- | ---------------- | ---------------- | ---------------- | ---------------- | -------- |
| Sherab Zam | Individuel femmes | 589               | 61                | Ruban (4) 0-6 (22-28, 21-26, 22-26) | Éliminée         | Éliminée         | Éliminée         | Éliminée         | Éliminée         | Éliminée |